# Changement d'état civil en France
On peut distinguer trois types de changement d'état civil en France : Correction de l'état civil, modifications de nom et prénom, modification de la mention de sexe dans l'état civil.

## Correction de l'état civil
Pour corriger l'état civil ou le numéro de sécurité sociale, il est possible de faire une demande en ligne à l'INSEE. Pour cela, il est nécessaire d'avoir une copie intégrale récente de l'acte de naissance, le numéro de sécurité sociale si la personne demandant est majeure.

## Changement de nom de famille
Il existe deux types de changement de nom de famille : par procédure simplifiée et par décret.

### Procédure simplifiée
Dans le cas d'une personne majeure ou mineure émancipée, la loi n°2022-301 du 2 mars 2022, dite loi Vignal, prévoie une simplification du changement de nom de famille. La procédure est gratuite et sur simple déclaration devant un officier d'état civil après un délai de confirmation de un mois. Le nouveau nom de famille peut être : le nom d'un des parents, les deux noms accolés et en cas de double nom une partie d'un des doubles noms ou des deux doubles noms. Ce changement simplifié ne peut être recouru qu'une seule fois dans la vie,.
D'après l'INSEE entre août 2022 et décembre 2023, 144 100 personnes ont changé de noms de famille, ce qui correspond à un triplement des demandes pour une période similaire. On peut noter que dans ces demandes, la moitié est faite par des individus de moins de 30 ans et une augmentation significative du nombre de femmes dans les demandes.

### Procédure par décret
Un changement de nom de famille par décret est aussi possible. Il est alors nécessaire d'avoir un motif dit légitime, par exemple pour éviter l'extinction d'un nom porté par une personne de la famille, parce que le nom est difficile à porter, pour porter le même nom que ses frères et sœurs, etc. Ce type de demande est payante.

## Changement de prénom
Il est possible de changer de prénom, si le changement a un intérêt dit légitime. Ce changement est gratuit sur présentatif d'éléments justifiant la demande, par exemple contrat de travail, attestation de proches... La demande doit être faite auprès d'un officier d'état civil. Si l'officier d'état civil considère qu'il n'y a pas d'intérêt légitime, il peut refuser le changement. Il est alors possible de faire un recours auprès du juge aux affaires familiales.

## Changement de la mention de sexe à l'état civil

### Procédure
Une personne majeure ou mineure émancipée peut faire une demande de changement de la mention de sexe à l'état civil. Pour cela, cette personne doit montrer que :
1. elle se présente comme appartenant au sexe revendiqué,
2. elle est connue sous ce sexe dans l'entourage familial, amical ou professionnel,
3. elle a obtenu un changement de prénom pour un prénom correspondant à ce sexe[9].

Il est possible de soumettre dans la même demande le changement de prénom et de mention de sexe,. En pratique, les justificatifs peuvent être variés : attestation écrite, SMS, abonnement internet, courrier à son nom... Il n'est pas nécessaire pour cette demande d'avoir subi des traitements médicaux ou chirurgicaux. Cette demande doit être remise ou envoyée auprès du greffe du tribunal judiciaire.

### Changement par déclaration
Il existe une volonté dans une partie de la population de changer cette procédure de changement de la mention de sexe à l'état civil pour une procédure sur déclaration, comme cela existe déjà dans de nombreux pays comme par exemple l'Espagne, le Portugal ou l'Allemagne. Cette proposition est notamment soutenue par une proposition cadre du défenseur des droits de 2020, par le programme du Nouveau Front populaire pour les élections législatives de 2024 et dans la proposition de loi de Mélanie Vogel du 2 avril 2024.